# Goundou
Goundou är en ort i Burkina Faso.   Den ligger i provinsen Gnagna Province och regionen Est, i den nordöstra delen av landet, 210 km nordost om huvudstaden Ouagadougou. Goundou ligger 273 meter över havet och antalet invånare är 722.
Terrängen runt Goundou är mycket platt. Runt Goundou är det glesbefolkat, med 19 invånare per kvadratkilometer.. Det finns inga andra samhällen i närheten.
Trakten runt Goundou består i huvudsak av gräsmarker.